# Rafael Durán Espayaldo
Rafael Durán Espayaldo (Madrid, 15 de desembre de 1911 - † Sevilla, 12 de febrer de 1994) va ser un actor espanyol.

## Biografia
Va néixer en Madrid, fill d'Antonio Durán García i d'Antonia Espayaldo Blanco. Després d'abandonar els seus estudis d'enginyeria civil, s'inicia en el món de l'espectacle, primer com a ballarí i més tard en el món del teatre. Debuta al cinema en 1935 amb Rosario la cortijera, encara que el gran èxit de taquilla li arriba amb la comèdia La tonta del bote, rodada quatre anys després al costat de l'actriu Josita Hernán. L'èxit de la pel·lícula provoca l'aparellament artístic dels seus protagonistes, que tornarien a coincidir en altres sis títols.
Una vegada finalitzada la unió artística, Durán va continuar una brillant carrera cinematogràfica durant els anys 40, arribant a convertir-se, al costat de Alfredo Mayo, en un dels més destacats galants de l'època. Rodaria en aquesta etapa títols memorables en la història del cinema espanyol, com Eloísa está debajo de un almendro (1943) i El clavo (1944), ambdues de Rafael Gil Álvarez i junt amb Amparo Rivelles; Tuvo la culpa Adán (1944) i Ella, él y sus millones (1944), de Juan de Orduña; El destino se disculpa (1945), de José Luis Sáenz de Heredia o La vida en un hilo (1945), d'Edgar Neville, amb Conchita Montes.
A partir de la dècada dels 50, comença el declivi de la seva popularitat, encara que continuaria interpretant papers menors en cinema fins a la seva retirada definitiva en 1965. Roda en aquests anys, entre d'altres, Jeromín (1953), Un ángel tuvo la culpa (1959) o El valle de las espadas (1962).
La seva filla María, membre del trio musical Acuario, també es va dedicar a l'espectacle durant un temps.

## Premis
Medalles del Cercle d'Escriptors Cinematogràfics
| Any  | Categoria              | Pel·lícula | Resultat  |
| ---- | ---------------------- | ---------- | --------- |
| 1946 | Millor actor principal | La pródiga | Guanyador |